# Савелій Сергій Степанович
Сергі́й Степа́нович Саве́лій (27 вересня 1955, Кулажинці — 11 травня 2024, Київ) — український спортивний телекоментатор, заслужений журналіст України.

## Життєпис
У 1972 році закінчив середню школу в Кулажинцях, 1972—1973 роки — навчання в МПТУ № 11 і робота електрозварювальником у Кременчуці, 1973—1975 роки — служба у військах урядового зв'язку, 1975—1981 роки — підготовче відділення і факультет журналістики КДУ ім. Т. Г. Шевченка. В юності захоплювався вільною боротьбою, став срібним призером чемпіонату Полтавщини 1973 року (товариство «Трудові резерви»).
Працював коментатором на 12 Олімпійських іграх за участю спортсменів незалежної України (1994 р. — Ліллехаммер (Норвегія), 1996 р. — Атланта (США), 1998 р. — Нагано (Японія), 2000 р. — Сідней (Австралія), 2002 р. — Солт-Лейк-Сіті (США), 2004 р. — Афіни (Греція), 2006 р.  — Турин (Італія), 2008 р. — Пекін (Китай), 2010 р. — Ванкувер (Канада), 2012 р. — Лондон (Англія) — на місці подій, 2014 — Сочі (Росія), 2016 р. — Ріо (Бразилія) — у студії в Києві.
Помер 11 травня 2024 року у віці 68 років.
Похований 13 травня 2024 року в Борисполі на Рогозівському цвинтарі.

## Творчі здобутки
Першим серед українських спортивних журналістів здобув нагороду AIPS (Міжнародної асоціації спортивної преси) за роботу на 10 Олімпіадах — зменшену копію олімпійського факела Лондона-2012. Згодом передав свою нагороду на тимчасове зберігання в музей НТКУ. У 2015 одержав найвищу нагороду АСЖУ (Асоціації спортивних журналістів України) — приз імені Ігоря Засєди «За честь і достоїнство в спортивній журналістиці».
Коментував перший матч 1-го чемпіонату України з футболу — «Чорноморець» — «Карпати» (1992), провів перший прямий репортаж з Олімпійських ігор (12 лютого 1994 року, відкриття Олімпіади в Ліллехаммері, разом з Сергієм Лифарем). Коментував матчі київського «Динамо» в Лізі чемпіонів у найуспішнішому сезоні 1998—1999 років. Був віцепрезидентом федерації настільного тенісу України. Член президії Асоціації спортивної боротьби України. Близький друг братів Савлохових — головного тренера збірної України з вільної боротьби Руслана і нині покійних заслужених тренерів України Бориса і Тимура. Почесний працівник Національного телебачення України.
Працював заступником директора творчого об'єднання «Спорт» Національної телекомпанії України.

## Відзнаки
- Відомча відзнака «Почесний працівник Національного телебачення України».(2005)
- Почесне звання «Заслужений журналіст України» (2009)
- Нагорода AIPS (Міжнародної асоціації спортивної преси) за роботу на 10 Олімпіадах — зменшена копія олімпійського факела Лондона (2012)[9].
- Приз імені Ігоря Засєди — найвища нагорода АСЖУ (Асоціації спортивних журналістів України) — «За честь і достоїнство в спортивній журналістиці» (2015)[10].
- Спеціальна відзнака АСЖУ — «За видатний внесок у спортивну журналістику України» (2020)[11].